# ТММ-3М
ТММ-3М (рос. тяжёлый механизированный мост) — важкий механізований міст, призначений для наведення переходів через нерівності рельєфу шириною до 40 м і глибиною до 3 м. ТММ-3 може витримати колісну і гусінну техніку масою до 60 т.

## Історія
У червні 2016 року міністерство оборони України виділило 171-му чернігівському ремонтному заводу 3 885 360 гривень на ремонт одного важкого механізованого мосту ТММ-3М. 11 жовтня 2016 року на виставці озброєння «Зброя і безпека-2016», яка проходила в Києві завод представив міст ТММ-3М на шасі КрАЗ-6322. Повідомлялося, що цей демонстраційний зразок інженерної техніки вдало пройшов заводські випробування й повинен бути переданий до одного з інженерних підрозділів збройних сил України.

## Тактико-технічні характеристики
Комплект моста складається з чотирьох мостоукладальників на шасі автомобіля КрАЗ-63221 «Міст» (6х6). Машини перевозять мостові блоки з опорами. Довжина мостового блоку — 10,5 м; Ширина проїжджої частини моста — 3,8 м; Ширина колії — 1,5 м; Час збірки чотирьохпролітного моста — 72 хв.
Однопрогоновий міст збирається за допомогою одного автомобіля всього за 11 хвилин. Гусенична техніка може пересуватися по мосту зі швидкістю не більше 15 км/год, а колісна — 25 км/год. Сам же автомобіль-трансформер важить більше 20 тон і може розвивати швидкість до 85 км/год.